# Appenzeller

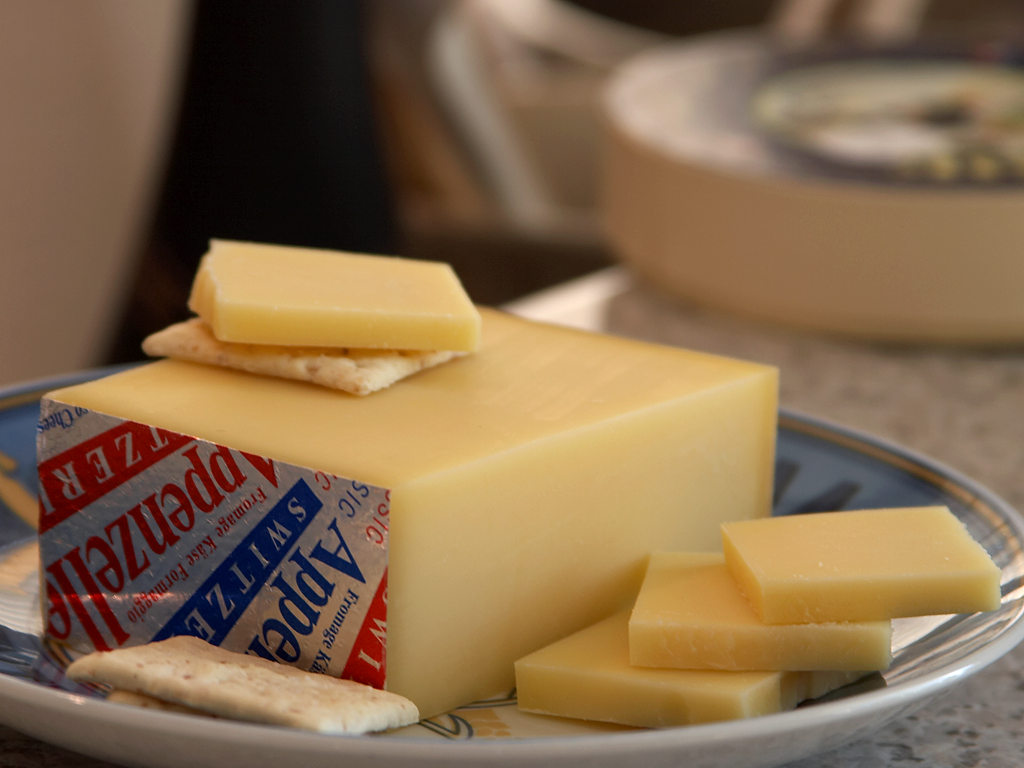
Appenzeller

Appenzeller är en schweizisk hård ost med kittyta. Osten görs på opastöriserad komjölk. Namnet kommer av att osten tillverkas i kantonen Appenzell i östra Schweiz.
Osten har tillverkats i mer än 700 år och har skyddad ursprungsbeteckning.